# Malaxis quadrata
Malaxis quadrata är en orkidéart som beskrevs av Louis Otho Otto Williams. Malaxis quadrata ingår i släktet knottblomstersläktet, och familjen orkidéer.
Artens utbredningsområde är Ecuador. Inga underarter finns listade i Catalogue of Life.